# Tafraout
Tafraout (arabiska: تافراوت) är en stad i Marocko. Den ligger i provinsen Tiznit och regionen Souss-Massa, 500 km söder om huvudstaden Rabat. Antalet invånare var 6 345 vid folkräkningen 2014.